# Savignac-Lédrier
Pour les articles homonymes, voir Savignac.
Savignac-Lédrier est une commune française située dans le département de la Dordogne, en région Nouvelle-Aquitaine.

## Géographie

### Généralités
Au sud-est, la commune est traversée par la rivière Auvézère qui y forme des gorges. Au nord-est, elle est arrosée par la Haute Loue en aval de l'étang de Rouffiac.
La commune est desservie par les routes départementales 4, 75 et 75E.
Son bourg principal n'est pas celui qui porte le nom de Savignac-Lédrier mais celui de La Chapelle. Ce dernier et deux autres villages (La Garanne et La Croix-Merle) sont étroitement imbriqués avec le bourg de Payzac. Les deux mairies sont de ce fait distantes d'environ 700 mètres.

### Communes limitrophes
Savignac-Lédrier est limitrophe de cinq autres communes.
| Angoisse   | Payzac           |              |
| Lanouaille | Savignac-Lédrier |              |
| Génis      |                  | Saint-Mesmin |

### Géologie et relief

#### Géologie
Situé sur la plaque nord du Bassin aquitain et bordé à son extrémité nord-est par une frange du Massif central, le département de la Dordogne présente une grande diversité géologique. Les terrains sont disposés en profondeur en strates régulières, témoins d'une sédimentation sur cette ancienne plate-forme marine. Le département peut ainsi être découpé sur le plan géologique en quatre gradins différenciés selon leur âge géologique. Savignac-Lédrier est dans le gradin extrême nord-est que constitue le dernier contrefort du Massif central, avec des roches cristallines formées au Paléozoïque, antérieurement au Carbonifère.
Les couches affleurantes sur le territoire communal sont constituées de formations superficielles du Quaternaire et de roches sédimentaires datant du Cénozoïque et du Paléozoïque, ainsi que de roches métamorphiques. La formation la plus ancienne, notée σΠ1, se compose de formations basiques et ultrabasiques, composées de serpentinites de type la Rebière et du massif de Sarrazac : amas de serpentine et d'antigorite, reliques d'olivine, orthopyroxène, clinopyroxène, spinelles dérivées de harzburgites (Cambrien à Silurien). La formation la plus récente, notée Fy3-z, fait partie des formations superficielles de type alluvions subactuelles à actuelles. Le descriptif de ces couches est détaillé dans  les feuilles « no 736 - Saint-Yrieix-la-Perche » et « no 760 - Juillac » de la carte géologique au 1/50 000 de la France métropolitaine, et leurs notices associées,.

Carte géologique de Savignac-Lédrier.

#### Relief et paysages
Le département de la Dordogne se présente comme un vaste plateau incliné du nord-est (491 m, à la forêt de Vieillecour dans le Nontronnais, à Saint-Pierre-de-Frugie) au sud-ouest (2 m à Lamothe-Montravel). L'altitude du territoire communal varie quant à elle entre 214 mètres et 374 mètres,.
Dans le cadre de la Convention européenne du paysage entrée en vigueur en France le 1er juillet 2006, renforcée par la loi du 8 août 2016 pour la reconquête de la biodiversité, de la nature et des paysages, un atlas des paysages de la Dordogne a été élaboré sous maîtrise d’ouvrage de l’État et publié en octobre 2020. Les paysages du département s'organisent en huit unités paysagères,. La commune est dans l'unité paysagère du « Périgord limousin » qui correspond à la région naturelle du Nontronnais. Ce territoire forme un plateau collinaire aux pentes douces et sommets arasés, d’altitude moyenne autour des 300 m dont le point culminant est également celui de la Dordogne. Ce plateau cristallin est vallonné et dominé par les prairies aux horizons boisés. Il est entaillé de vallées profondes aux versants forestiers,.
La superficie cadastrale de la commune publiée par l'Insee, qui sert de référence dans toutes les statistiques, est de 26,90 km2,,. La superficie géographique, issue de la BD Topo, composante du Référentiel à grande échelle produit par l'IGN, est quant à elle de 26,41 km2.

### Hydrographie

#### Réseau hydrographique
La commune est située dans le bassin de la Dordogne au sein du Bassin Adour-Garonne. Elle est drainée par l'Auvézère, la Haute Loue, le ruisseau de Porte Étoupe, le ruisseau de Gabourat et par divers petits cours d'eau, qui constituent un réseau hydrographique de 32 km de longueur totale,.
L'Auvézère, d'une longueur totale de 112,19 km, prend sa source en Corrèze dans la commune de Benayes et se jette dans l'Isle en rive droite, en limite de Bassillac et Auberoche et Escoire, face à Antonne-et-Trigonant,. Elle arrose la commune du nord-est au sud-est sur près de huit kilomètres et demi, dont six kilomètres et demi servent de limite naturelle en deux tronçons, face à Payzac et Saint-Mesmin.
Affluent de rive droite de l'Auvézère, le ruisseau de Gabourat prend sa source au sud du bourg de la Chapelle, dans le nord de la commune dont il traverse le territoire sur cinq kilomètres en direction du sud.
Le ruisseau de Porte Étoupe, affluent de rive gauche de l'Auvézère, arrose brièvement le sud-est de la commune sur 500 mètres.
La Haute Loue, ou Coulon dans sa partie amont, d'une longueur totale de 18,6 km, prend sa source dans la commune de Payzac et se jette dans la Loue en rive gauche, en limite de Lanouaille et Saint-Médard-d'Excideuil,. Elle traverse le nord-ouest de la commune du nord au sud sur deux kilomètres et demi dont 500 mètres en limite de Lanouaille.

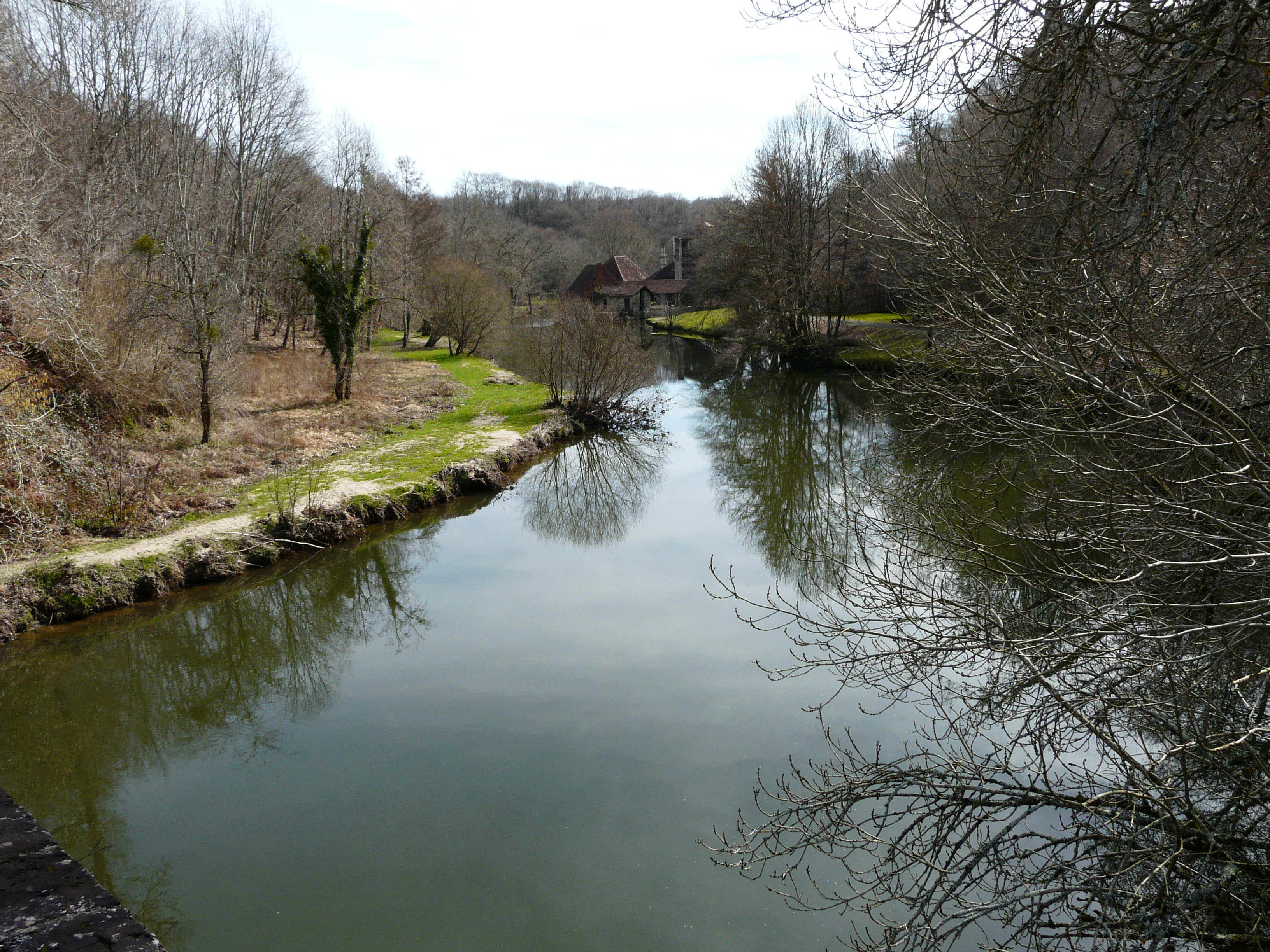
L'Auvézère au site de la Forge.
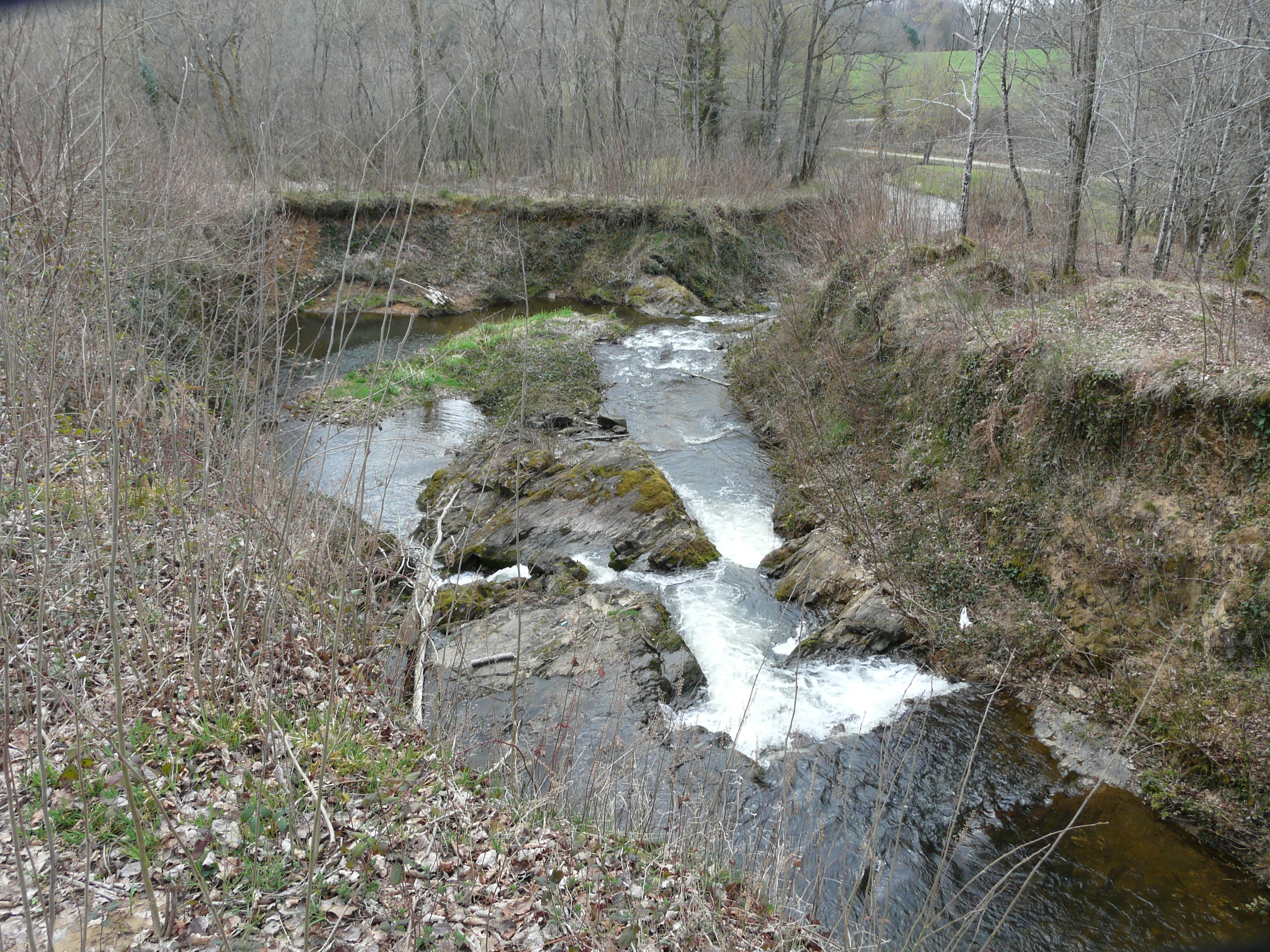
La Haute Loue, exutoire de l'étang de Rouffiac, en limite de Savignac-Lédrier (à gauche) et Payzac.
Réseaux hydrographique et routier de Savignac-Lédrier.

#### Gestion et qualité des eaux
Le territoire communal est couvert par le schéma d'aménagement et de gestion des eaux (SAGE) « Isle - Dronne ». Ce document de planification, dont le territoire regroupe les bassins versants de l'Isle et de la Dronne, d'une superficie de 7 500 km2, a été approuvé le 2 août 2021. La structure porteuse de l'élaboration et de la mise en œuvre est l'établissement public territorial de bassin de la Dordogne (EPIDOR). Il définit sur son territoire les objectifs généraux d’utilisation, de mise en valeur et de protection quantitative et qualitative des ressources en eau superficielle et souterraine, en respect des objectifs de qualité définis dans le troisième SDAGE  du Bassin Adour-Garonne qui couvre la période 2022-2027, approuvé le 10 mars 2022.
La qualité des eaux de baignade et des cours d’eau peut être consultée sur un site dédié géré par les agences de l’eau et l’Agence française pour la biodiversité.

### Climat
Pour des articles plus généraux, voir Climat de la Nouvelle-Aquitaine et Climat de la Dordogne.
Historiquement, la commune est exposée à un climat océanique aquitain.  
En 2020, Météo-France publie une typologie des climats de la France métropolitaine dans laquelle la commune est exposée à un climat océanique altéré et est dans la région climatique  Ouest et nord-ouest du Massif Central, caractérisée par une pluviométrie annuelle de 900 à 1 500 mm, maximale en automne et en hiver.
Pour la période 1971-2000, la température annuelle moyenne est de 11,7 °C, avec  une amplitude thermique annuelle de 15 °C. Le cumul annuel moyen de précipitations est de 1 076 mm, avec 12,5 jours de précipitations en janvier et 7,6 jours en juillet. Pour la période 1991-2020 la température moyenne annuelle observée sur la station météorologique la plus proche, située sur la commune de Saint-Yrieix-la-Perche à 16,67 km à vol d'oiseau, est de 0,0 °C et le cumul annuel moyen de précipitations est de 0,0 mm,. Pour l'avenir, les paramètres climatiques de la commune estimés pour 2050 selon différents scénarios d’émission de gaz à effet de serre sont consultables sur un site dédié publié par Météo-France en novembre 2022.

## Urbanisme

### Typologie
Savignac-Lédrier est une commune rurale, car elle fait partie des communes peu ou très peu denses, au sens de la grille communale de densité de l'Insee,,,.
La commune est en outre hors attraction des villes,.

### Occupation des sols
L'occupation des sols de la commune, telle qu'elle ressort de la base de données européenne d’occupation biophysique des sols Corine Land Cover (CLC), est marquée par l'importance des territoires agricoles (72 % en 2018), une proportion sensiblement équivalente à celle de 1990 (72,6 %). La répartition détaillée en 2018 est la suivante : 
zones agricoles hétérogènes (57,5 %), forêts (27,1 %), prairies (9,8 %), terres arables (4,7 %), zones urbanisées (1 %). L'évolution de l’occupation des sols de la commune et de ses infrastructures peut être observée sur les différentes représentations cartographiques du territoire : la carte de Cassini (XVIIIe siècle), la carte d'état-major (1820-1866) et les cartes ou photos aériennes de l'IGN pour la période actuelle (1950 à aujourd'hui).

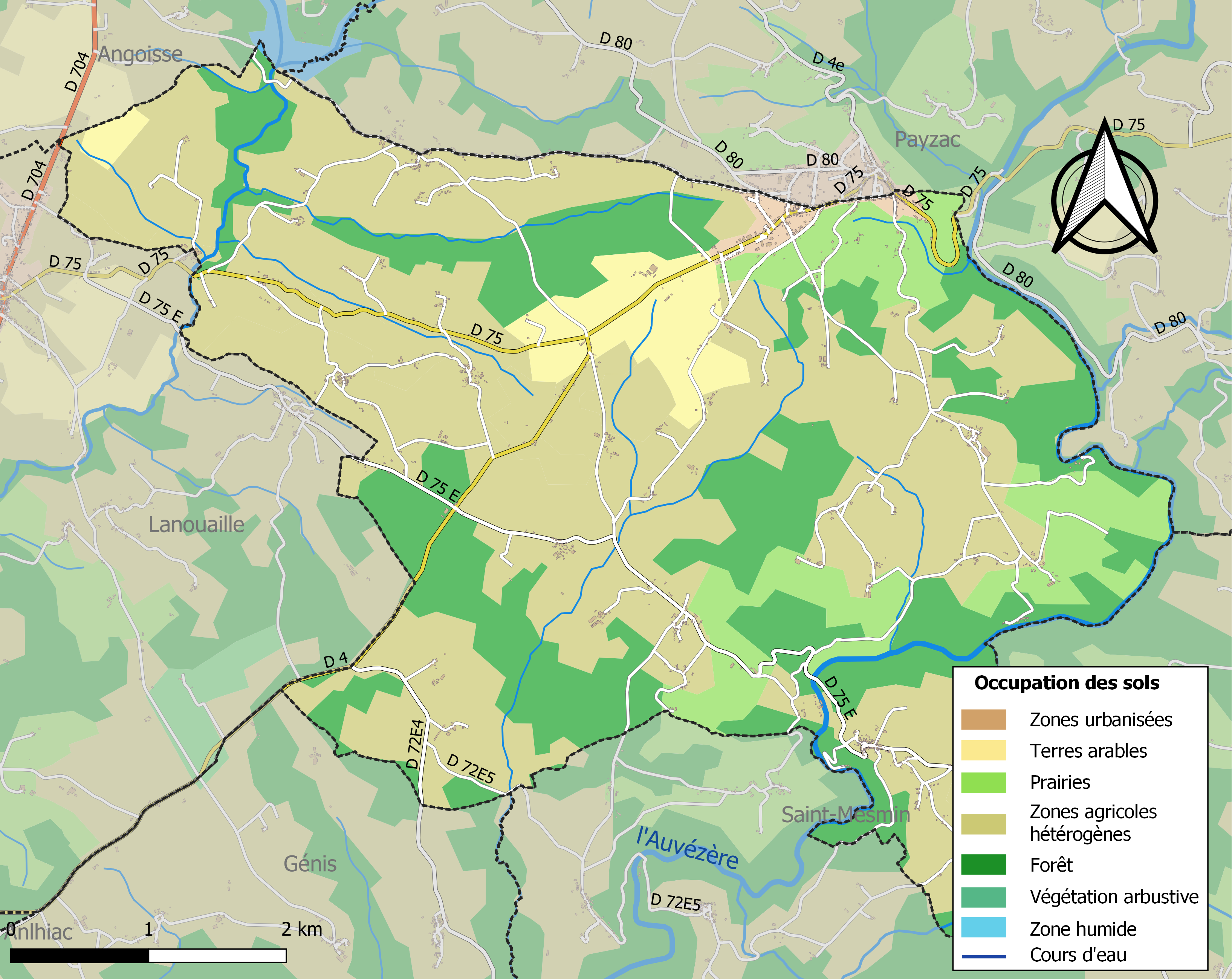
Carte des infrastructures et de l'occupation des sols de la commune en 2018 (CLC).

### Prévention des risques
Le territoire de la commune de Savignac-Lédrier est vulnérable à différents aléas naturels : météorologiques (tempête, orage, neige, grand froid, canicule ou sécheresse), inondations, feux de forêts et séisme (sismicité très faible). Un site publié par le BRGM permet d'évaluer simplement et rapidement les risques d'un bien localisé soit par son adresse soit par le numéro de sa parcelle.
Certaines parties du territoire communal sont susceptibles d’être affectées par le risque d’inondation par débordement de cours d'eau, notamment l'Auvézère et la Haute Loue. La commune a été reconnue en état de catastrophe naturelle au titre des dommages causés par les inondations et coulées de boue survenues en 1982, 1993, 1999 et 2007,.
Savignac-Lédrier est exposée au risque de feu de forêt. L’arrêté préfectoral du 14 mars 2013 fixe les conditions de pratique des incinérations et de brûlage dans un objectif de réduire le risque de départs d’incendie. À ce titre, des périodes sont déterminées : interdiction totale du 15 février au 15 mai et du 15 juin au 15 octobre, utilisation réglementée du 16 mai au 14 juin et du 16 octobre au 14 février. En septembre 2020, un plan inter-départemental de protection des forêts contre les incendies (PidPFCI) a été adopté pour la période 2019-2029,.

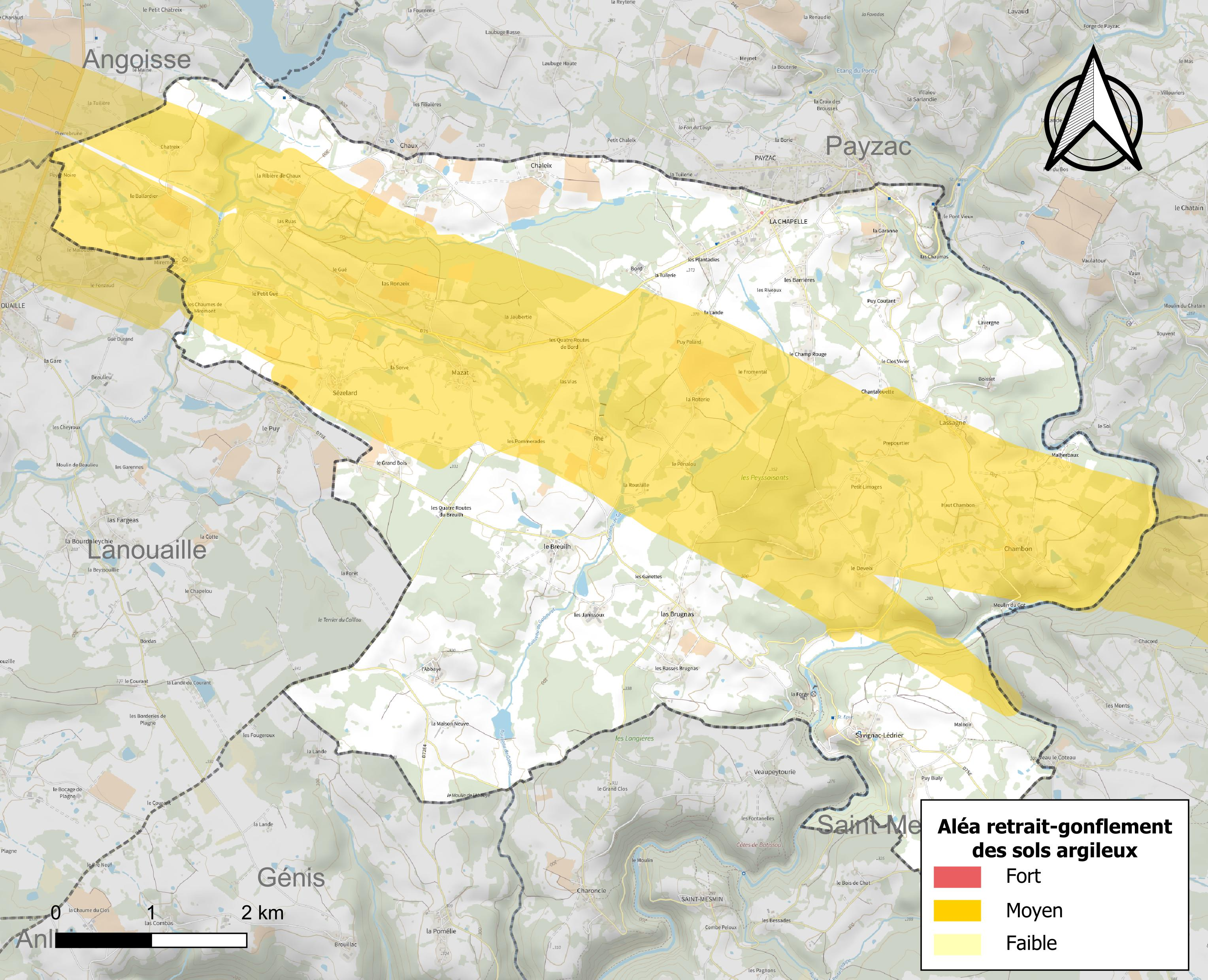
Carte des zones d'aléa retrait-gonflement des sols argileux de Savignac-Lédrier.

Le retrait-gonflement des sols argileux est susceptible d'engendrer des dommages importants aux bâtiments en cas d’alternance de périodes de sécheresse et de pluie. 45,5 % de la superficie communale est en aléa moyen ou fort (58,6 % au niveau départemental et 48,5 % au niveau national métropolitain). Depuis le 1er octobre 2020, en application de la loi ÉLAN, différentes contraintes s'imposent aux vendeurs, maîtres d'ouvrages ou constructeurs de biens situés dans une zone classée en aléa moyen ou fort,.
La commune a été reconnue en état de catastrophe naturelle au titre des dommages causés par la sécheresse en 2011 et par des mouvements de terrain en 1999.

## Toponymie
Le nom de la commune provient du nom d'un personnage d'origine gallo-romane, Sabinius, suivi du suffixe -acum, indiquant le « domaine de Sabinius ». Pour Bénédicte Fénié, la seconde partie du nom signifierait « couvert de lierre », d'après l'occitan ledrier. Selon Chantal Tanet et Tristan Hordé, l'origine serait plus obscure. Elle pourrait avoir un rapport avec le ladre, autre nom du lépreux, ou avec le sorbier qui, en ancien occitan, se dit drulho ou drulhé.
En occitan, la commune porte le nom de Savinhac l'Edrier ou Savinhac Ledrier.

## Histoire
En 1110 ou 1111, Hugues de La Certa fonde un prieuré de l'ordre de Grandmont au lieu-dit La Plaigne, à 5 kilomètres de Lanouaille. C'était un prieuré important de l'ordre. En 1317, il est uni au prieuré de La Faye de Jumilhac. Il en reste un corps de logis du XVIIe siècle.
Sur la carte de Cassini représentant la France entre 1756 et 1789, le village est identifié sous le nom de Savignac.
Lors de la création des départements français en 1790, la commune a d'abord brièvement fait partie de la Corrèze avant d'être rattachée en 1793, ainsi que neuf autres communes, à la Dordogne.
À la fin du XIXe siècle, le village portait le nom de Savignac-les-Drier.

## Politique et administration

### Rattachements administratifs
La commune de Savignac-Lédrier a, dès 1790, fait partie du département de la Corrèze.
En 1793, elle est rattachée au canton de Paizac qui dépend du district d'Excideuil dans le département de la Dordogne jusqu'en 1795, date de suppression des districts. Lorsque ce canton est supprimé par la loi du 8 pluviôse an IX (28 janvier 1801) portant sur la « réduction du nombre de justices de paix », la commune est rattachée au canton de Lanouaille nouvellement créé et dépendant de l'arrondissement de Nontron.

### Intercommunalité
Fin 2000, Savignac-Lédrier intègre dès sa création la communauté de communes Auvézère Loue qui, quelques mois plus tard, prend le nom de communauté de communes du Pays de Lanouaille. Celle-ci, agrandie en 2017, prend le nom de communauté de communes Isle-Loue-Auvézère en Périgord.

### Administration municipale
La population de la commune étant comprise entre 500 et 1 499 habitants au recensement de 2017, quinze conseillers municipaux ont été élus en 2020,.

### Liste des maires
Après l'abolition de la royauté (septembre 1792) « sont élus par un conseil d'électeurs les officiers d'état civil » chargés de dresser les actes destinés à constater les naissances, mariages et décès des citoyens. Ces « officiers » sont pris parmi les membres du Conseil Général de la commune. Il semblerait que ces officiers d'état civil aient été appelés « Maires ».
Furent officiers d'état civils : 
```
   Avant 1792 les archives de la commune sont à Tulle
   En 1794 et 1795 : Boisset Élie
   Entre 
octobre 1796
 et 
novembre 1798
 : on trouve les signatures de Boisser Élie et Barutel Léonard.
   Entre 
janvier 1799
 et 
mai 1800
 : Barutel Léonard et Fournier
   De 
septembre 1800
 à 
août 1802
 : Barutel (adjoint)
```

À partir de 1800 (consulat) ou 1804 (empire), les Maires et Adjoints sont nommés par le préfet.
```
   Lors de ces premières nominations : Barutel fut adjoint ou maire
    
12 mai 1812
, à la suite d'un décret impérial du 
15 avril 1806
, le préfet nomme aux fonctions de : 
            Maire : Monsieur Boisset Mesmin Élie
            Adjoint : Monsieur Barutel Léonard
    
23 septembre 1812
, le préfet de la Dordogne, en vertu de la loi du 28 Pluviôse an 8 (
17 février 1800
), nomme : 
            Maire : Sieur J. F. Peyramaure Debord en remplacement de Boisset Mesmin - démissionnaire.
     
1
er
 mars 1816
 le préfet nomme aux fonctions de :
            Maire : Sieur Peyramaure Debord
            Adjoint: Sieur Lafarge Combescot
    
12 juin 1821
 le préfet nomme :
            Maire : sieur Boisset Boucharel Élie fils, en remplacement de sieur Peyramaure Debord décédé.
            Adjoint : Sieur Bon Bernard (maître de forge) en remplacement de sieur Lafarge Combescot décédé.
```

1re élection des maires en 1826 ?  Mais pour Savignac-Lédrier, il n'a été trouvé aucune nomination de 1822 à 1831

## Équipements et services publics

### Eau
En 2024, la commune dépend du Syndicat intercommunal d'alimentation en eau potable (SIAEP) du Nord Est Périgord.

### Justice
En 2023, dans le domaine judiciaire, Savignac-Lédrier relève : 
- du tribunal judiciaire, du tribunal pour enfants, du conseil de prud'hommes et du tribunal de commerce de Périgueux ;
- du pôle Nationalité du tribunal judiciaire de Périgueux (compétent uniquement dans le domaine de la nationalité) ;
- de la cour d'appel, du tribunal administratif et de la  cour administrative d'appel de Bordeaux.

## Population et société

### Démographie
L'évolution du nombre d'habitants est connue à travers les recensements de la population effectués dans la commune depuis 1793. Pour les communes de moins de 10 000 habitants, une enquête de recensement portant sur toute la population est réalisée tous les cinq ans, les populations de référence des années intermédiaires étant quant à elles estimées par interpolation ou extrapolation. Pour la commune, le premier recensement exhaustif entrant dans le cadre du nouveau dispositif a été réalisé en 2004.

En 2022, la commune comptait 715 habitants, en évolution de −0,56 % par rapport à 2016 (Dordogne : +0,37 %, France hors Mayotte : +2,11 %).
| 1793 | 1800 | 1806 | 1821  | 1831  | 1836  | 1841  | 1846  | 1851  |
| ---- | ---- | ---- | ----- | ----- | ----- | ----- | ----- | ----- |
| 168  | 149  | 150  | 1 244 | 1 229 | 1 474 | 1 460 | 1 574 | 1 453 |

| 1856  | 1861  | 1866  | 1872  | 1876  | 1881  | 1886  | 1891  | 1896  |
| ----- | ----- | ----- | ----- | ----- | ----- | ----- | ----- | ----- |
| 1 378 | 1 311 | 1 467 | 1 320 | 1 371 | 1 492 | 1 499 | 1 697 | 1 708 |

| 1901  | 1906  | 1911  | 1921  | 1926  | 1931  | 1936  | 1946  | 1954 |
| ----- | ----- | ----- | ----- | ----- | ----- | ----- | ----- | ---- |
| 1 691 | 1 679 | 1 601 | 1 514 | 1 503 | 1 256 | 1 276 | 1 169 | 993  |

| 1962 | 1968 | 1975 | 1982 | 1990 | 1999 | 2004 | 2006 | 2009 |
| ---- | ---- | ---- | ---- | ---- | ---- | ---- | ---- | ---- |
| 952  | 809  | 681  | 738  | 737  | 746  | 754  | 752  | 741  |

| 2014 | 2019 | 2022 | - | - | - | - | - | - |
| ---- | ---- | ---- | - | - | - | - | - | - |
| 720  | 713  | 715  | - | - | - | - | - | - |

## Économie

### Emploi
En 2015, parmi la population communale comprise entre 15 et 64 ans, les actifs représentent 302 personnes, soit 42,2 % de la population municipale. Le nombre de chômeurs (trente-six) a augmenté par rapport à 2010 (vingt-deux) et le taux de chômage de cette population active s'établit à 11,8 %.

### Établissements
Au 31 décembre 2015, la commune compte soixante-deux établissements, dont vingt-sept au niveau des commerces, transports ou services, quatorze dans l'agriculture, la sylviculture ou la pêche, onze dans la construction, cinq dans l'industrie, et cinq relatifs au secteur administratif, à l'enseignement, à la santé ou à l'action sociale.

## Culture locale et patrimoine

### Lieux et monuments

#### Patrimoine civil
- Château de Bard
- Château de la Forge, XVe, XVIe, XVIIe, XVIIIe et XIXe siècles, classé  monument historique depuis 1979, ainsi que la forge elle-même[60]. Celle-ci fabriquait encore des canons au XIXe siècle pour le compte de la marine et a fonctionné jusqu'en 1930[61].

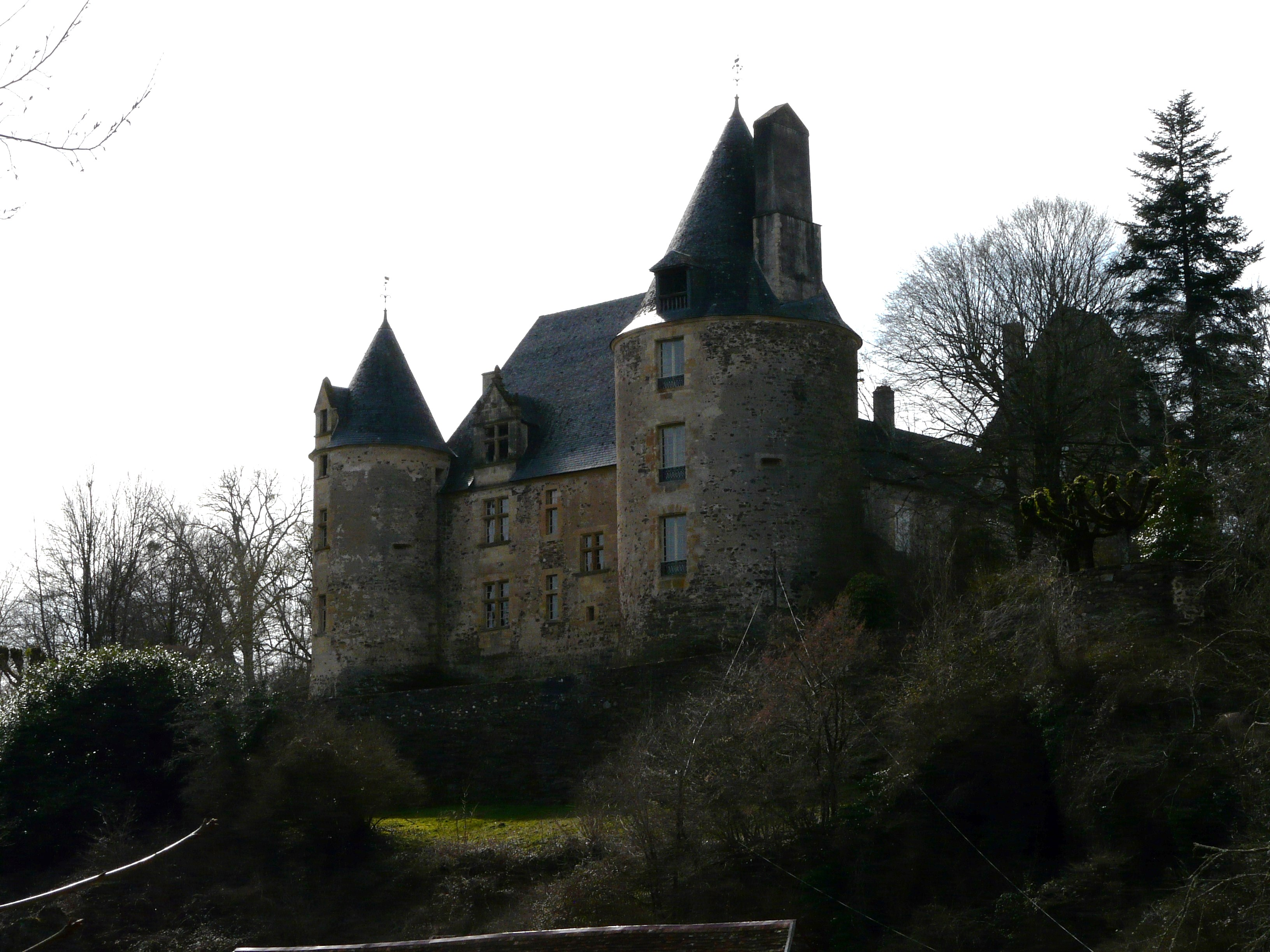
Le château de la Forge.
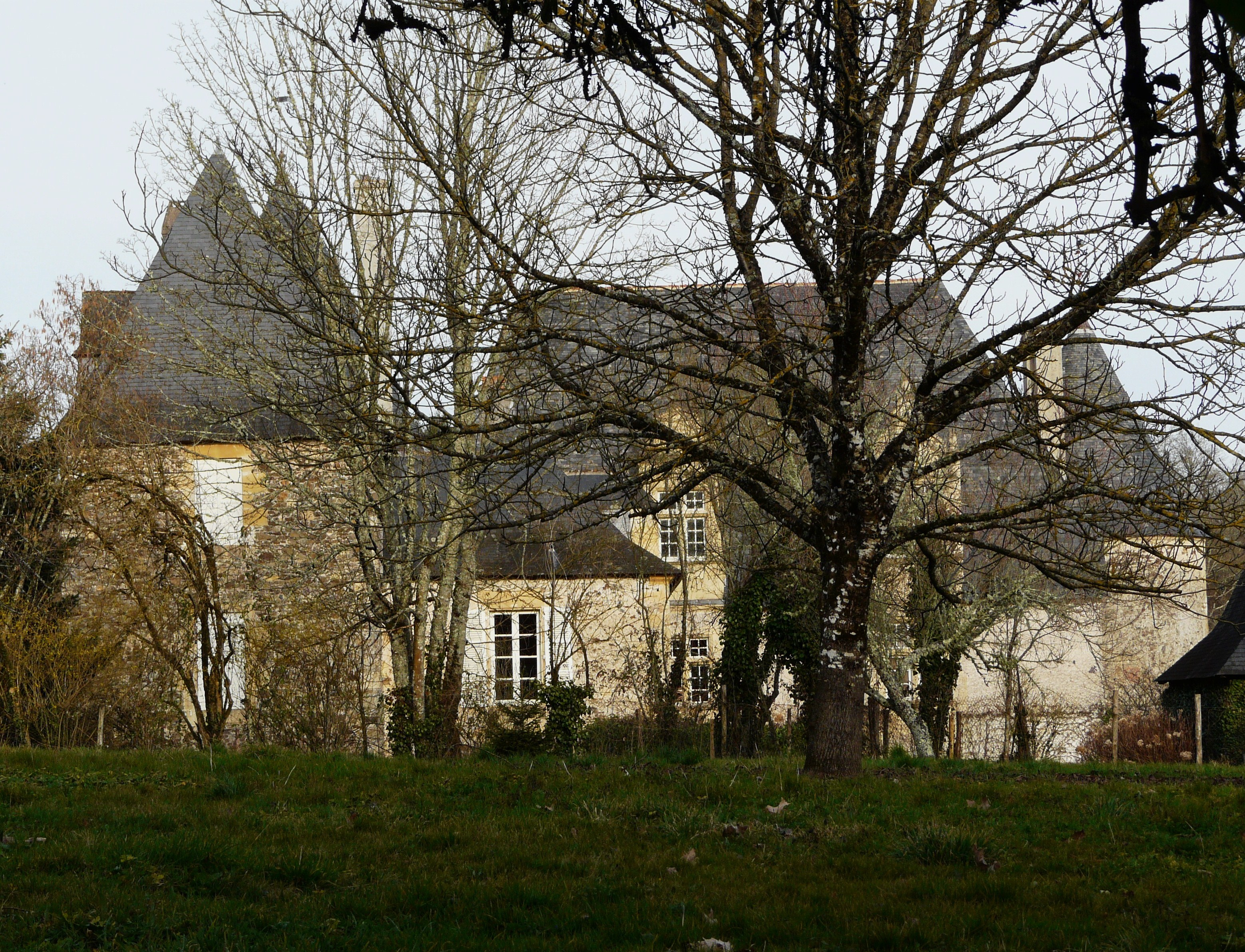
Le château de la Forge.
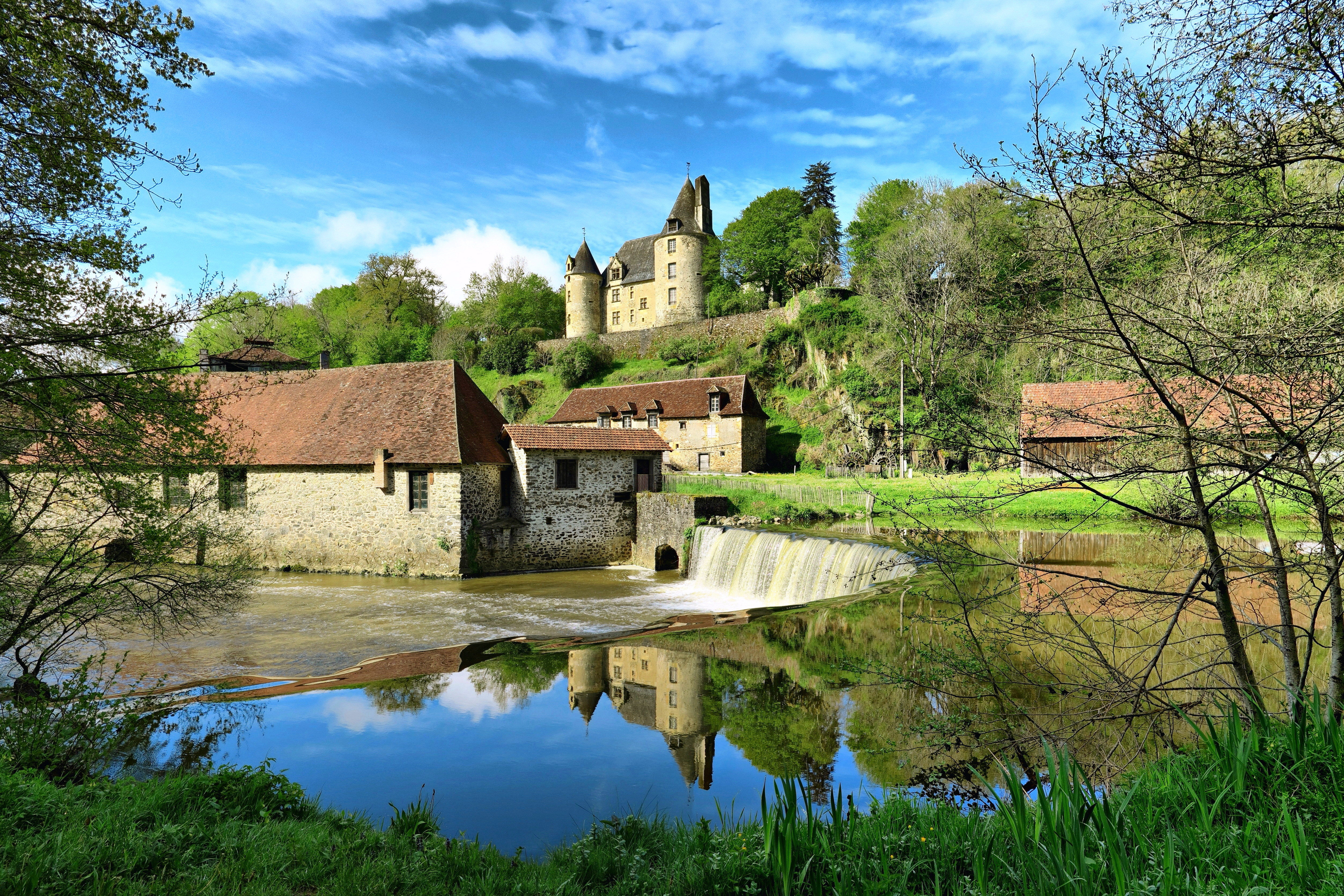
Le château et son reflet sur l'Auvezère.
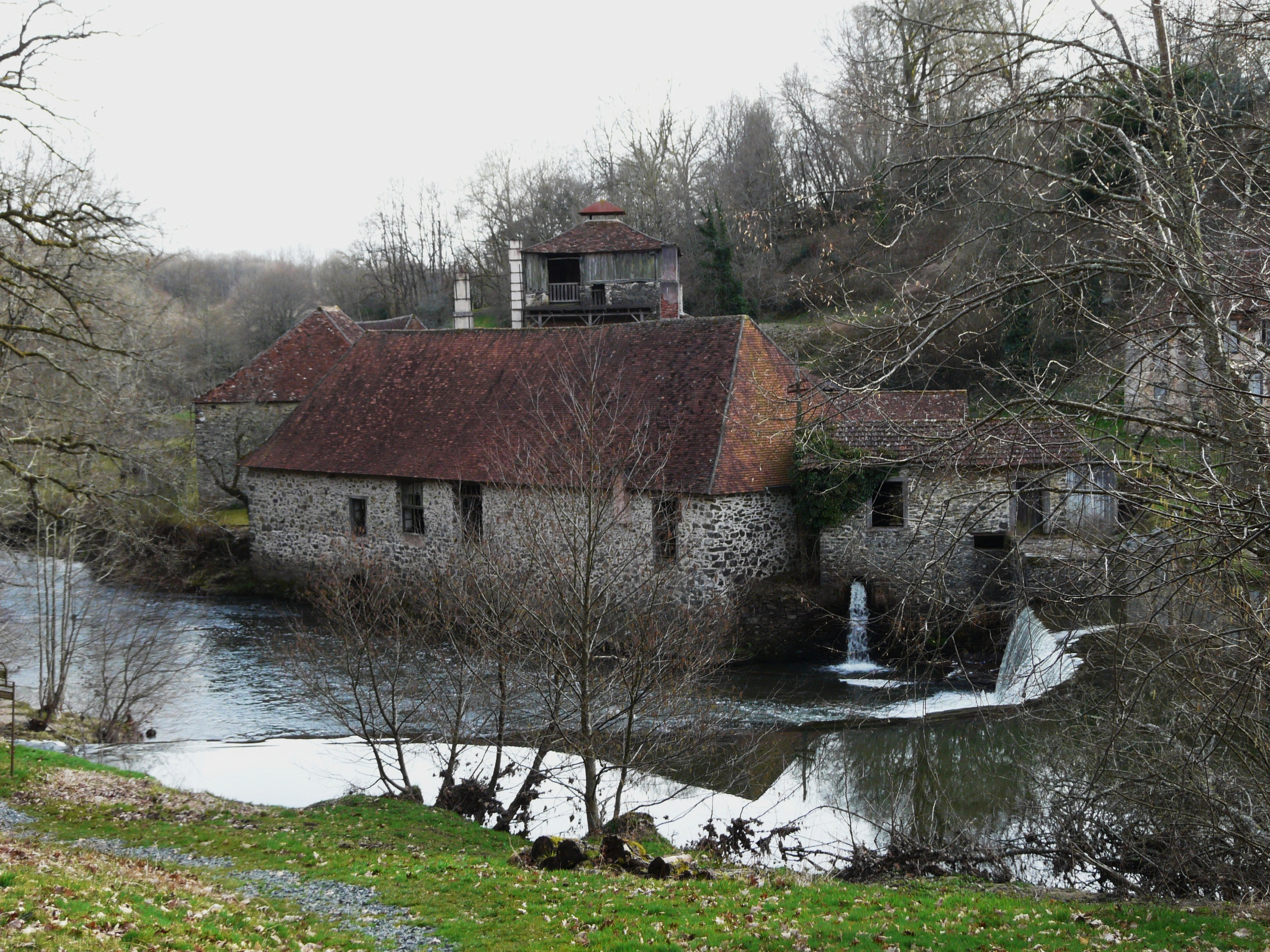
L'Auvézère au pied de la forge.

#### Patrimoine religieux
- Chapelle Notre-Dame-de-Pitié[62] du XIXe siècle, au bourg de La Chapelle
- Église Notre-Dame-de-l'Assomption, romane, au village de Savignac-Lédrier. Elle comporte deux dalles funéraires du XVIIe siècle classées monument historique depuis 1951 au titre d'objets[63]

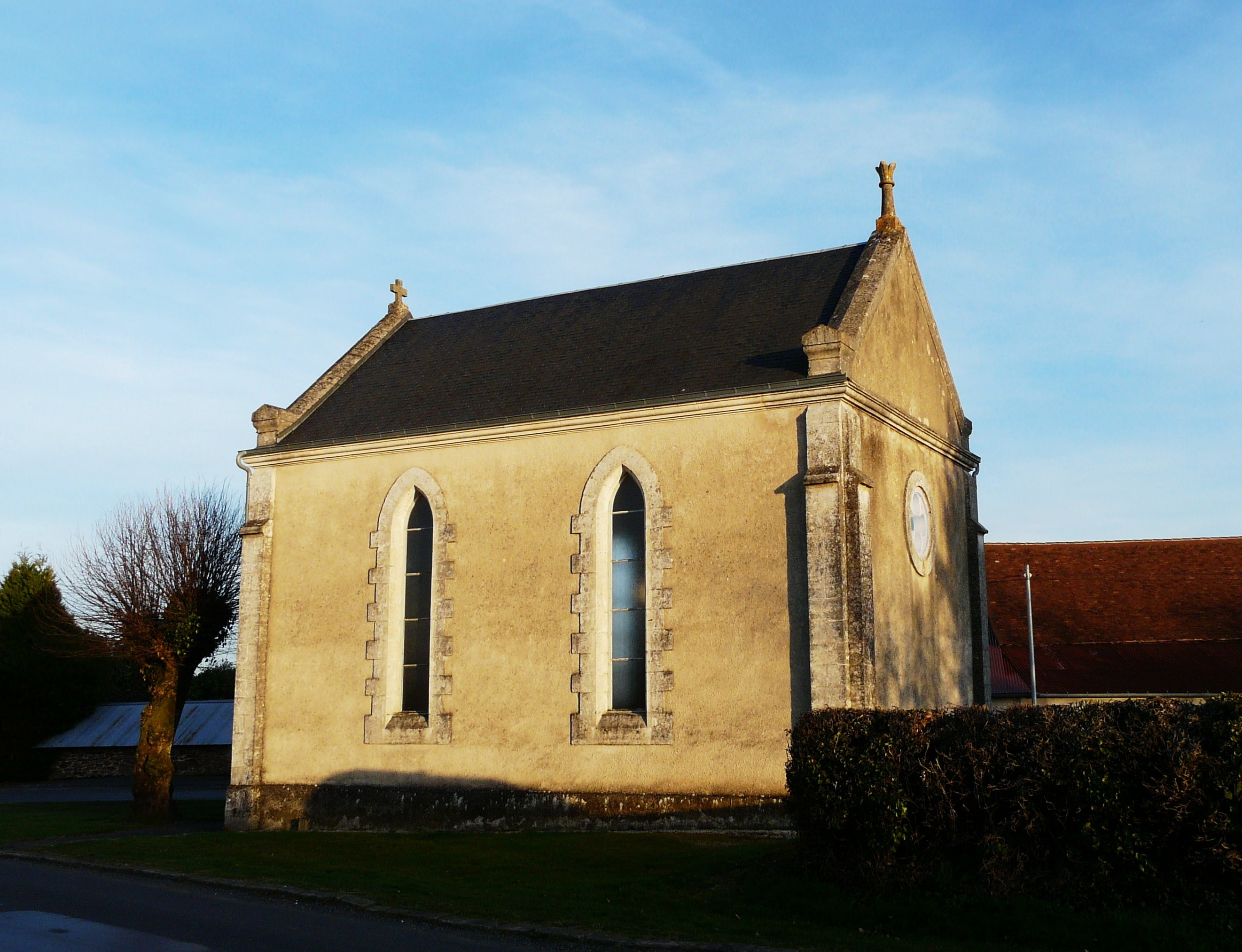
La chapelle au bourg de la Chapelle.
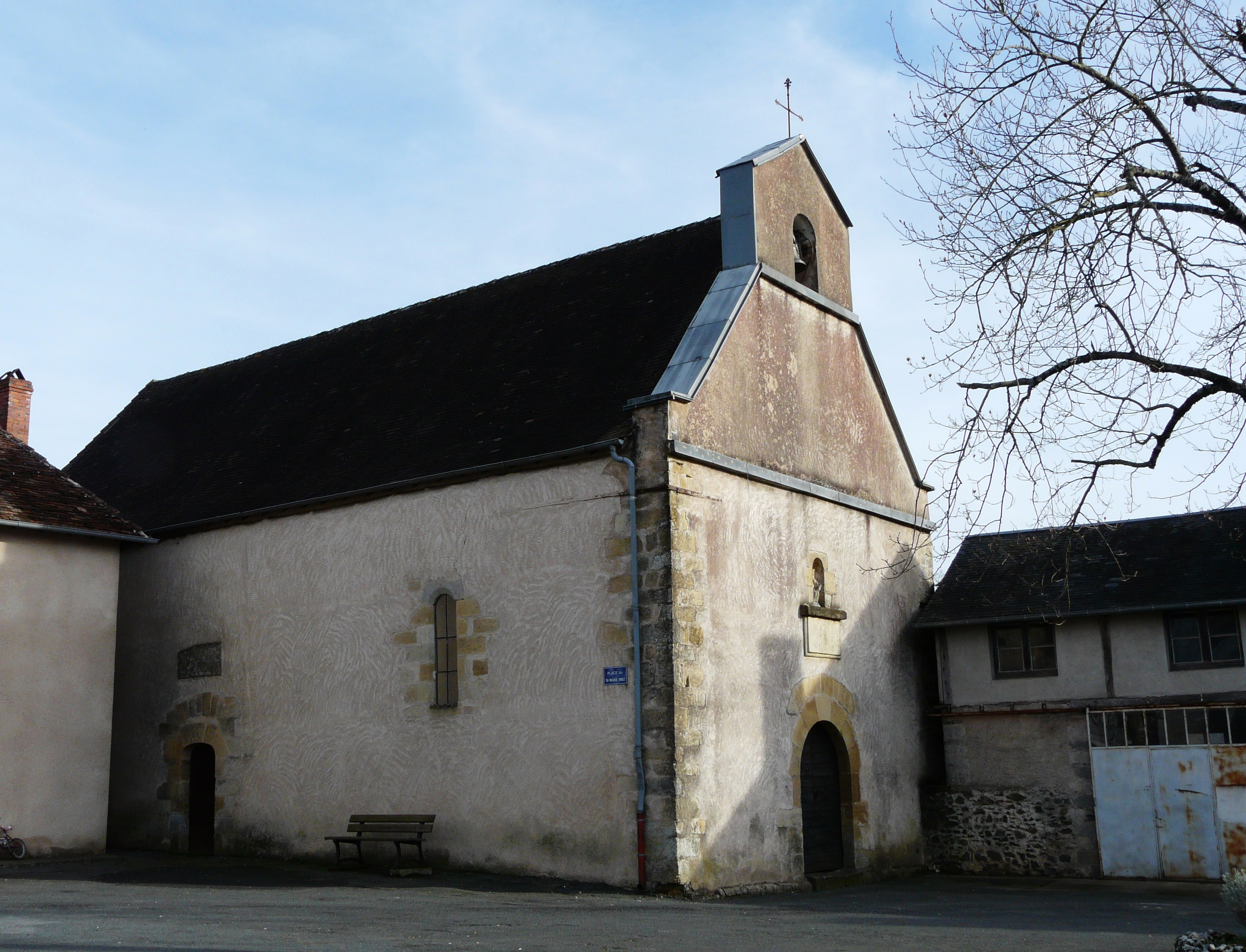
L'église Notre-Dame de l'Assomption.
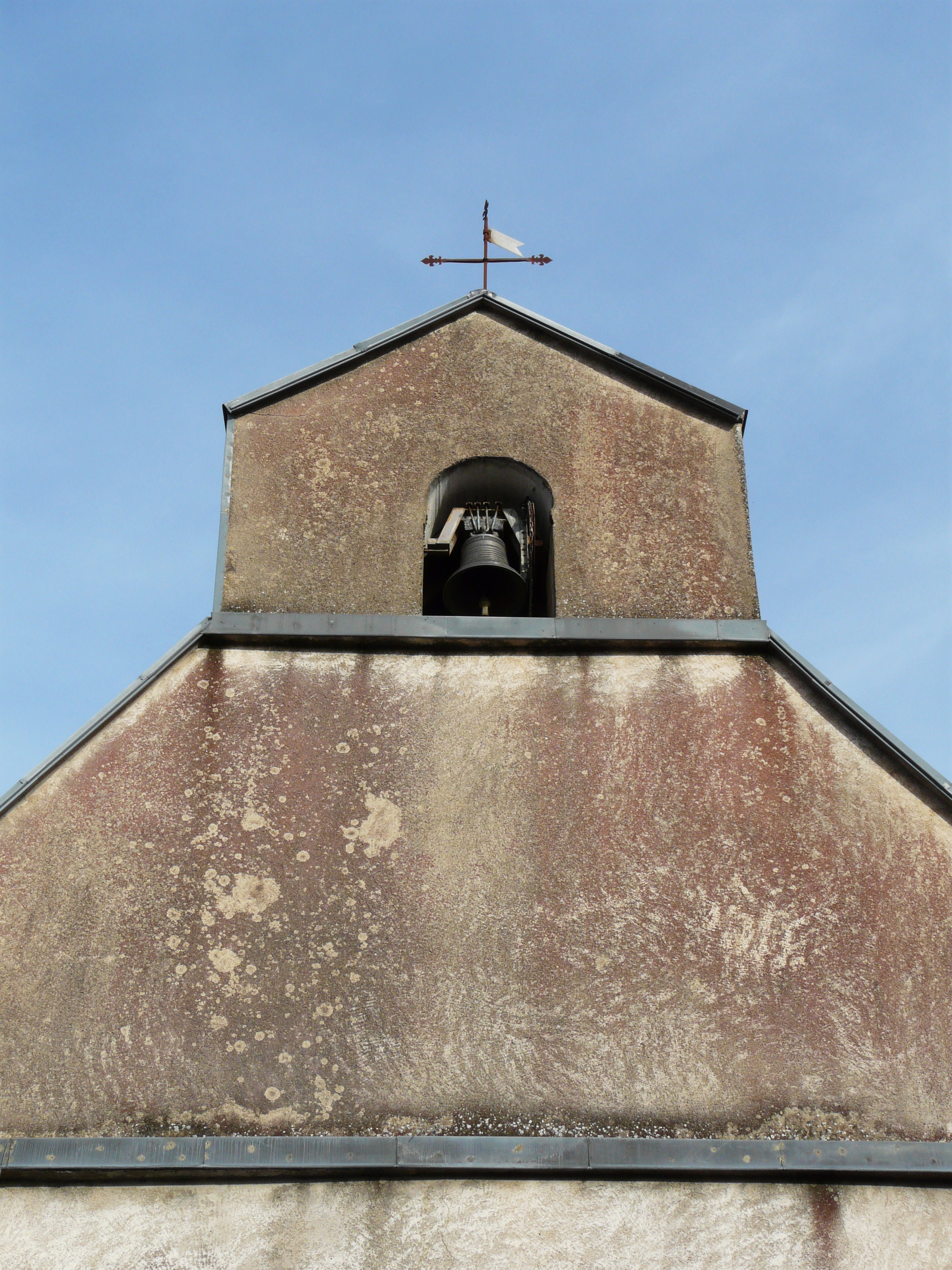
Le clocher-mur de l'église.
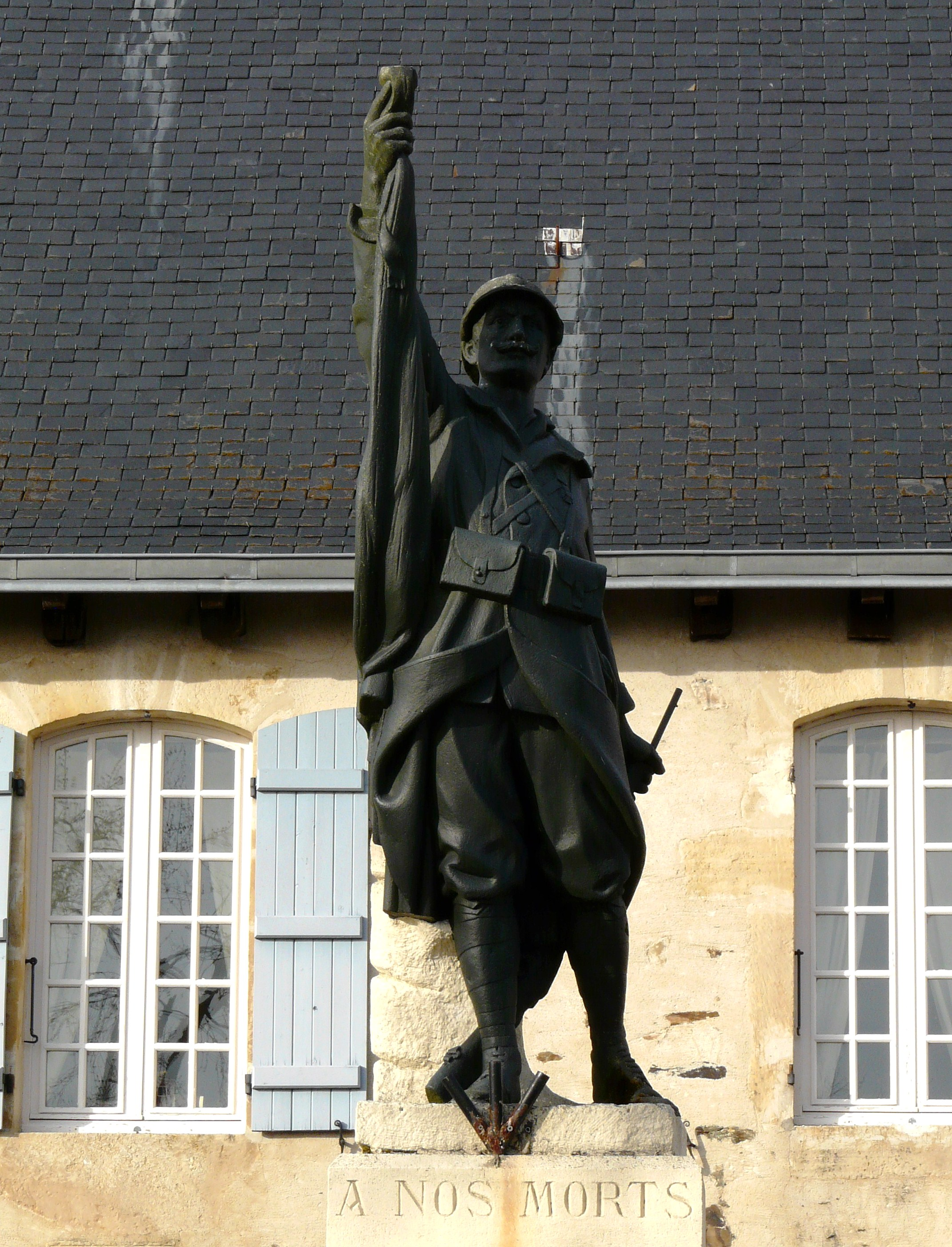
Le monument aux morts.

### Patrimoine naturel

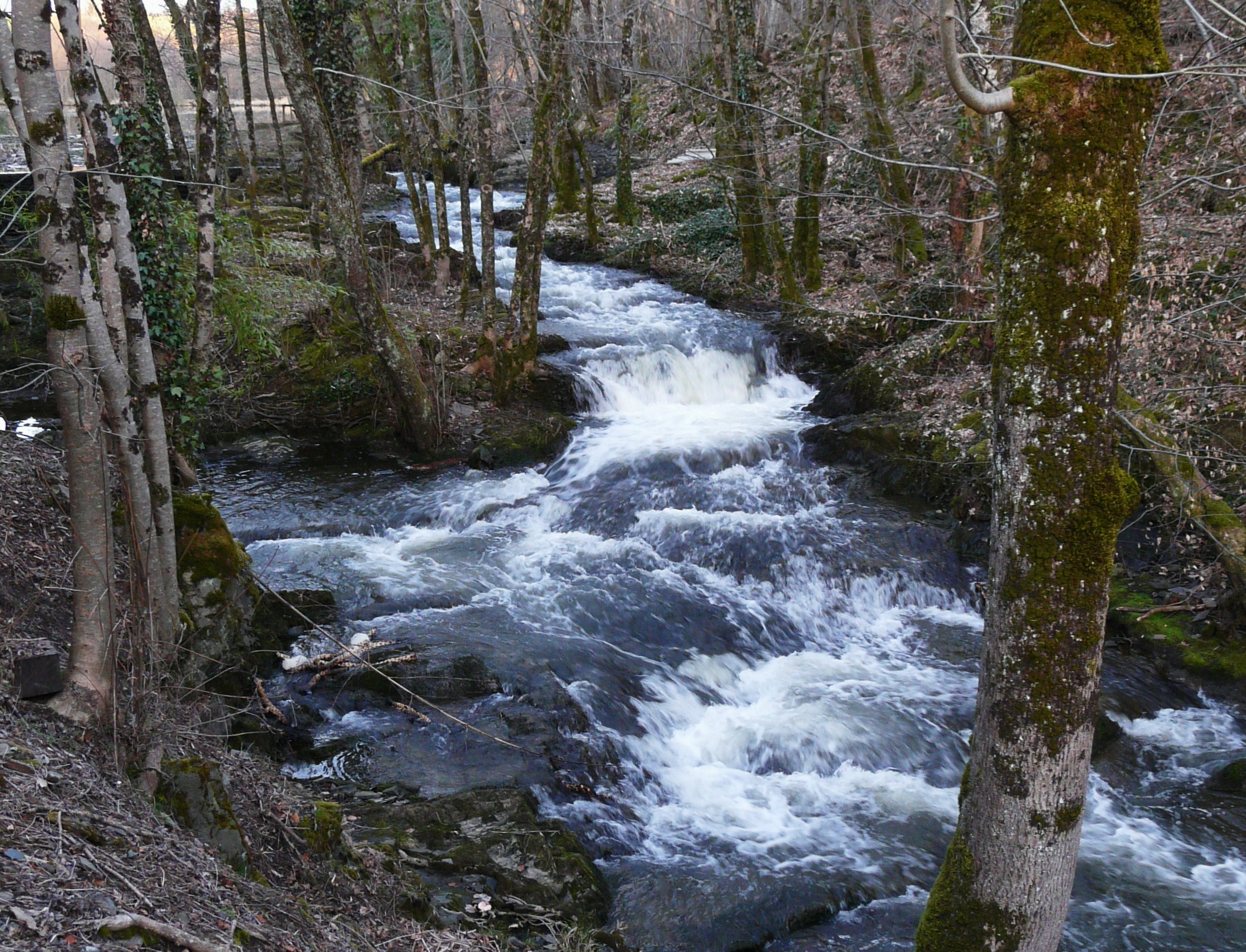
La Haute Loue à Miremont, en limite de Lanouaille.

Deux zones naturelles d'intérêt écologique, faunistique et floristique (ZNIEFF) de type II à dominante boisée sont constituées sur le territoire communal :
- la vallée de la Haute Loue[64] ;
- sur cinq kilomètres et demi, les gorges de l'Auvézère, partagées avec cinq autres communes, où neuf espèces déterminantes de plantes ont été recensées[65],[66] : l'Anarrhine à feuilles de Pâquerette (Anarrhinum bellidifolium), l'Anogramme à feuilles minces (Anogramma leptophylla, l'Asplénium lancéolé (Asplenium obovatum), le Cheilanthès de Tineo (Cheilanthes tinaei), la Doradille du nord (Asplenium septentrionale), la Joubarbe à toile d'araignée (Sempervivum arachnoideum), le Lis martagon (Lilium martagon), le Millepertuis à feuilles de lin (Hypericum linariifolium) et le Polystic des montagnes (Oreopteris limbosperma).

### Personnalités liées à la commune
- Hugues de La Certa (1071-1157), chevalier croisé et moine grandmontain, fondateur de la celle de La Plaigne.